# Істина (фільм, 1960)
«Істина» (фр. La Vérité) — французько-італійський драматичний фільм 1960 року режисера Анрі-Жоржа Клузо за участю Бріжіт Бардо, Самі Фрея та Марі-Жозе Нат.
Номінований на премію Оскар у категорії «Найкращий іноземний фільм».

## Сюжет
Двадцятидворічна Доменік Марсо, приваблива молода жінка знаходиться під кримінальним судом за вбивство свого коханця, Жільбера Телье. Мета судового розгляду — встановити істину, однак у фільмі представлено декілька «істин».
Першу «істину» доводить метр Епарв'є, який представляє матір убитого. За його версією, Доменік Марсо — розбещена і безладна дівчина, що веде вельми легкий і вільний спосіб життя, нічим не займається, марнуючи життя в компанії таких же, як вона сама, молодих людей, звичайно ж негідників і нероб. На суді життя Доменік Марсо скрупульозно аналізується і документується. Витягуються на світ навіть факти, що відносяться до дитинства Доменік. У віці восьми років вона зламала ляльку, подаровану батьками її сестрі, Анні. За словами адвоката матері Жильбера, це свідчить про неконтрольовану жорстокість підсудної. Доменік судять не стільки за вбивство, скільки за її красу і свободолюбиву вдачу. До Жільбера, за версією суду, Доменік відноситься зневажливо, називаючи його «придурком», «занудою» і навмисне тримає його на повідку, щоб розпалити його. Вбиває Жильбера вона нібито через заздрощі до сестри, до якої Жільбер залицявся до зустрічі з нею і до якої повернувся.
Друга «істина» — та, яку викладає метр Герен, адвокат Доменік. За його версією Жильбер — не нещасливий закоханий, а спокусник, який переслідує Доменік доти, поки вона не поступається йому, а потім її покидає.
А «справжня істина» — та, яку глядач бачить сам, ставши свідком життя Доменік та історії її любові до Жільбера, і та, про яку кричить сама Доменік у залі суду, зробивши останню спробу щоб її зрозуміли. Доменік Марсо постає перед глядачем дівчиною простою і легковажною. Відсутність досвіду і нерозсудливість, дійсно, призводить до того, що Доменік живе безладним і вільним життям, на відміну від сестри Анні, яка серйозно займається музикою і навчається в консерваторії. Однак, в душі Доменік прагне справжнього, глибокого кохання, яке і починає відчувати до Жільбера, хлопця Анні, студента консерваторії, талановитого музиканта і майбутнього диригента. Своєю чергою Жильбера тягне до Доменік, яка не схожа на його оточення. Він постійно переслідує її, ревнує. Жільбер навіть пропонує Доменік одружитися, але зрозуміло, що це необачний крок, бо їм поки нема на що жити.
Поступово відносини між Доменік і Жильбером погіршуються. Доменік влаштовується на роботу гардеробницею в барі «Супутник». Це не влаштовує Жильбера, який незадоволений тим, що Доменік посміхається клієнтам, що вона працює ночами. В цей же час Жільбер отримує можливість зробити кар'єру: він, найкращий в класі диригування, за підтримки друзів організовує свій оркестр. Жильбер і Доменік рідко зустрічаються. Доменік вільна від роботи тільки раз на тиждень, а Жильбер, коли вдається, бере зал для репетицій. Принагідно виявляється неподібність інтересів Жильбера і Доменік. Доменік хоче побути з приятелями, потанцювати, піти в кіно на фільми, які Жільбер вважає «барахлом», він витрачає час тільки на класичну музику, яку Доменік вважає нудною.
Несподівано помирає батько і на похоронах Доменік дізнається, що Анні пробачила Жильберові і вони збираються одружитися. Одного разу по телевізору, який стоїть у вітрині магазину, Домінік бачить Жильбера, що диригує своїм оркестром. Доменік зважується на зустріч з Жильбером. Вона приїжджає до нього для того, щоб побачити його і попросити прощення за все. Зустріч закінчується ніччю любові, але вранці Жільбер остаточно пориває з Доменік, відкинувши її.
Зі своїм приятелем Мішелем Доменік неодноразово обговорювала тему самогубства, але це були тільки абстрактні розмови. Тепер вона купує собі пістолет, щоб убити себе на очах у Жильбера. Вона приходить до Жильбера, який вважаючи всі дії Доменік «виставою», кричить, що Доменік набридла йому, що він ніколи її не любив. У гніві, не володіючи собою, Доменік вбиває Жильбера, вистріливши в нього кілька разів, потім намагається покінчити з собою, але виявляється, що вона розстріляла всі набої. Тоді Доменік відкриває газ щоб отруїтися. Вона дійсно померла б, але її повертають до життя викликані на місце події рятувальники …
Судовий розгляд, що тривав увесь день, переноситься на наступний. Проте вночі в тюремній камері Доменік уламком дзеркала розкриває собі вени. Як пише вона в прощальному листі, адресованому всім присутнім в суді, їй не вдавалося покінчити з собою тому, що вона незграбна, але цього разу вона досягне мети. Вона просить вибачення у всіх, особливо у матері Жильбера, і каже, що тепер іде до Жільбера. Дійсно, лікарі нездатні врятувати її — Доменік помирає. Її істина, справжня істина, тріумфує. Але чи дійсно тріумфує …

## У ролях
- Бріжіт Бардо — Домінік Марсо
- Самі Фрей — Жильбер Тельє
- Шарль Ванель — пан Герен
- Поль Мерісс — пан Епарв'є
- Марі-Жозе Нат — Анні Марсо
- Рене Бланкар — адвокат
- Жан-Луп Рейнол — Мішель Делоней
- Андре Уманський — Людовік Туссен
- Жак Перрен — Жером Ламі
- Клод Беррі — Жорж